# Свети Илия (Беласица)
Вижте пояснителната страница за други значения на Свети Илия.
„Свети Илия“ е възрожденска църква в петричкото село Беласица (Елешница), България, част от Неврокопската епархия на Българската православна църква. Обявена е за паметник на културата.

## Архитектура
Църквата е построена през 1897 година в подножието на Беласица. В архитектурно отношение представлява трикорабна псевдобазилика с трем от южната и западната страна. Интериорът е дело на зографите Теофил Минов и Мина Марков и е оформен в 1910 година. Таваните са касетирани и изписани с орнаментални мотиви. Църквата е частично изписана – част от стените, апсидата и страничните ниши – общо 26 сцени, изпълнени в духа на късновъзрожденската църковна живопис. Иконостасът е рисуван и има 36 икони и частична резба по венчилката, царските двери и кръжилата.
Ктиторският надпис гласи:
| „ | Соградисѧ сей свѧщенній и бжественный храмъ Св. Пророка Илиѧ въ лѣто 1897 настоѧниемъ Трайко Анастасовъ, Ангушъ Танчевъ и всѣмъ православлавнимъ българимъ ѿ селото. Исписасѧ въ лѣто 1910 настоѧніемъ свѧщенника Манасиѧ Георги Насковъ Митре Велковъ Петръ Коциновъ Глигоръ Колевъ Петръ Колевъ Трайко Стоѧновъ и всѣмъ православлавнимъ българомъ ѿ село Елешница. Исписасѧ изъ рукахъ Теофилъ Миновъ и Мина Марковъ ѿ Каракьой. | “ |

През 2012 година художникът Александър Дончев от Петрич реставрира повредената от времето живописна украса на храма.